# Parafia Trójcy Przenajświętszej w Rymszanach
Parafia Trójcy Przenajświętszej w Rymszanach – parafia rzymskokatolicka, administracyjnie należąca do archidiecezji wileńskiej, znajdująca się w dekanacie ignalińskim. 